# Leptostrangalia shaanxiana
Leptostrangalia shaanxiana är en skalbaggsart som beskrevs av Holzschuh 1992. Leptostrangalia shaanxiana ingår i släktet Leptostrangalia och familjen långhorningar. Inga underarter finns listade i Catalogue of Life.